# 13223 Cenaceneri

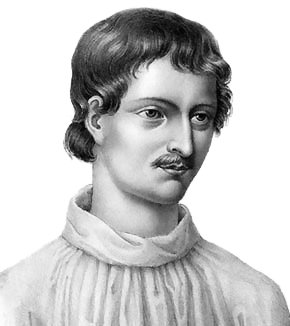
Giordano Bruno.

13223 Cenaceneri è un asteroide della fascia principale. Scoperto nel 1997, presenta un'orbita caratterizzata da un semiasse maggiore pari a 2,2715407 UA e da un'eccentricità di 0,1863367, inclinata di 7,71952° rispetto all'eclittica.
Il nome dell'asteroide deriva dal titolo di un'opera di Giordano Bruno, La cena de le ceneri (1584).